# Autogouvernement (îles Féroé)
Autogouvernement (en féroïen : Sjálvstýri, ancien Nouvel Autogouvernement (en féroïen : Nýtt Sjálvstýri), auparavant nommé Parti de l'autogouvernement (en féroïen : Sjálvstýrisflokkurin) est un parti politique régionaliste et social-libéral féroïen fondé en 1906 et dirigé actuellement par Jógvan Skorheim.

## Histoire
En 2011, le parti obtient un siège avec 4,2 % des suffrages. Dans le dernier sondage le 28 août 2015, le parti est crédité à 4,9 % et pourrait obtenir 2 deux sièges, mais le parti avait pourtant remporté de nombreux sièges durant beaucoup d'élections avec un record de 11 sièges sur 20 lors des élections de 1918. Le parti s'effondre en 1940 en perdant la moitié de ces sièges, c'est-à-dire 4, un nombre de sièges jamais retrouvé depuis 1940.

## Élections au Løgting
| Année | %                | Sièges           |
| ----- | ---------------- | ---------------- |
| 1906  | 37,6             | 8 / 20           |
| 1908  | 33,9             | 7 / 20           |
| 1910  | 24,5             | 7 / 20           |
| 1912  | 41,6             | 7 / 20           |
| 1914  | 47,2             | 8 / 20           |
| 1916  | 51,7             | 9 / 20           |
| 1918  | 49,7             | 11 / 20          |
| 1920  | 41,6             | 10 / 20          |
| 1924  | 39,1             | 10 / 23          |
| 1928  | 42,3             | 11 / 23          |
| 1932  | 37,3             | 8 / 21           |
| 1936  | 34,2             | 8 / 24           |
| 1940  | 16,2             | 4 / 24           |
| 1943  | 10,4             | 0 / 25           |
| 1945  | 9,4              | 2 / 25           |
| 1946  | Ne participe pas | Ne participe pas |
| 1950  | 8,2              | 2 / 25           |
| 1954  | 7,1              | 2 / 27           |
| 1958  | 5,9              | 2 / 30           |
| 1962  | 5,9              | 2 / 29           |
| 1966  | 4,9              | 1 / 26           |
| 1970  | 5,6              | 1 / 26           |
| 1974  | 7,2              | 2 / 26           |
| 1978  | 7,2              | 2 / 32           |
| 1980  | 8,4              | 3 / 32           |
| 1984  | 8,5              | 2 / 32           |
| 1988  | 7,1              | 2 / 32           |
| 1990  | 8,8              | 3 / 32           |
| 1994  | 5,6              | 2 / 32           |
| 1998  | 7,6              | 2 / 32           |
| 2002  | 4,4              | 1 / 32           |
| 2004  | 4,6              | 1 / 32           |
| 2008  | 7,2              | 2 / 33           |
| 2011  | 4,2              | 1 / 33           |
| 2015  | 4,0              | 2 / 33           |
| 2019  | 3,4              | 1 / 33           |
| 2022  | 2,7              | 0 / 33           |

## Dirigeants

### Présidents du parti
- Jóannes Patursson 1909-1936
- Edward Mitens 1936-1939
- Louis Zachariasen 1939-1971
- Hilmar Kass 1971-1994
- Helena Dam á Neystabø 1994-2001
- Sámal Petur í Grund 2001
- Eyðun Elttør 2001-2003
- Kári P. Højgaard 2003-2010
- Kári á Rógvi 2010-2011
- Kári P. Højgaard 2011-2015
- Jógvan Skorheim depuis le 9 avril 2015

### Président du groupe au Løgting
- Hilmar Kass 1970-1988
- Lasse Klein 1988-1993
- Helena Dam á Neystabø 1993-1998
- Sámal Petur í Grund 1998-2001
- Kári P. Højgaard 2001-2011
- Jógvan Skorheim 2011-2013
- Kári P. Højgaard depuis 2013